# Sumber Mulya (Peunaron)
Sumber Mulya is een bestuurslaag in het regentschap Aceh Timur van de provincie Atjeh, Indonesië. Sumber Mulya telt 314 inwoners (volkstelling 2010).